# Fame di diritti
Fame di diritti è un film documentario del 2002 diretto da Francesco Tanzi e Fulvio Wetzl.
Altre immagini sono state girate da Alfredo Angeli, Francesco Maselli, Ettore Scola, Ugo Gregoretti, Sabina Guzzanti, Massimo Sani, Paolo e Vittorio Taviani.
Il film descrive la grande manifestazione sindacale del 2002 al Circo Massimo di Roma.